# جوليان ستيوارت
جوليان ستيوارت (بالإنجليزية: Julian Stuart)‏ هو نقابي وصحفي أسترالي، ولد في 18 ديسمبر 1866، وتوفي في 3 يوليو 1929.